# 하은주
하은주(河恩珠, 1983년 9월 25일 ~ )는 대한민국의 여자 농구 선수이다. 키 202cm로 대한민국 여자프로농구 최장신 선수이며, 포지션은 센터다.
초등학교 4학년 때 전 대한민국 농구 국가대표 선수 출신의 아버지 하동기의 권유로 농구에 입문했다. 일본 도코하학원단기대학(常葉学園短期大学)을 졸업했고, 한때 일본에 귀화하여 일본 여자 농구 팀 샹송화장품에서 활약하였다. 미국 무대로 진출하려고 했으나 2중 계약 문제로 실패하였고, 귀국하여 대한민국 국적을 되찾아 한국여자프로농구 안산 신한은행 에스버드에 입단하여 활약하고 있다. 2011-2012 정규 리그 MVP를 차지했다. 한국인 두번째로 WNBA에 진출했고, 2016년 4월 무릎상태가 좋지 않아 은퇴를 선언했다.
전주 KCC 이지스에서 활동하다 은퇴한 하승진의 누나이다.

## 약력
- 1998년 : 왼쪽 무릎 부상. 일본에서 재활.
- 2002년 : 일본 도코하가쿠엔 단기대학 입학
- 2003년 : 도코하가쿠엔 단기대학 졸업 후 일본 샹송화장품 농구단에 들어감. 일본 국적 취득.
- 2006년 2월 : WNBA 팀 로스앤젤레스 스파크스와 계약을 맺었지만 샹송화장품 농구단과 이중계약 문제로 2006년 5월 미국 진출이 좌절됨.
- 2006년 8월 1일 : WKBL 팀 안산 신한은행 에스버드와 계약. 귀국 후 일본 국적을 포기하고 대한민국 국적 회복.
- 2008년 : 제29회 베이징 올림픽 여자농구 국가대표 (8강)
- 2009년 : 2008-2009 시즌 챔피언결정전 MVP, 최우수 후보선수상
- 2010년 광저우 아시안게임 출전(은메달)
- 2012년 : 2011-2012 정규 리그 MVP
- 2014년 : 인천 아시안게임 출전(금메달)

## 가족 관계
- 아버지 : 하동기 (1959년 ~ )
- 어머니 : 권용숙 (1958년 ~ )
- 남동생 : 하승진 (1985년 9월 4일 ~ )